# Likovna studija
Likovna studija, vrsta je likovnog djela. Kao studija, predstavlja slikarski ili kiparski pripremni privremeni rad izveden kao vježba. Srodni su pojmovi skica i model koji se ponekad značenjski podudaraju.